# (3325) TARDIS
(3325) TARDIS (1984 JZ; 1975 WF1; 1975 VC8; 1969 TP3; 1958 VB1) ist ein ungefähr 28 Kilometer großer Asteroid des äußeren Hauptgürtels, der am 3. Mai 1984 vom US-amerikanischen Astronomen Brian A. Skiff am Lowell-Observatorium, Anderson Mesa Station (Anderson Mesa) in der Nähe von Flagstaff, Arizona (IAU-Code 688) entdeckt wurde. Die Bahnelemente von (3325) TARDIS ähneln sich mit denen der Asteroiden (92) Undina, (106) Dione und (175) Andromache. Die Rotationsperiode des Asteroiden wurde mit 11,5681 Stunden berechnet; diese Beobachtung umfasste jedoch keinen kompletten Rotationszyklus, somit kann sich der Wert vom tatsächlichen Wert ungefähr um 30 Prozent unterscheiden.

## Benennung
(3325) TARDIS wurde nach der TARDIS (englisch Time And Relative Dimensions In Space; deutsch Zeit und relative Dimension im Raum) aus der Science-Fiction-Fernsehserie Doctor Who benannt. Die TARDIS ist das Fahrzeug, das der Doktor für seine Reisen durch Raum und Zeit verwendet. Sie sieht von außen wie eine britische Polizei-Zelle aus, ist innen aber recht geräumig. Der Namensvorschlag und die Quellenangabe stammten von J. C. Cunningham.